# انخفاض غلوكوز الدم
انخفاض غلوكوز الدم (بالإنجليزية:Diabetic hypoglycemia) هو حالة خطيرة ومهددة للحياة عند مرضى داء السكري تتجلى بانخفاض مستوى سكر الدم لأقل من 60 مغ/دل مع ظهور أعراض ودية وعصبية عند المريض وتتطلب تدخلاً طبيًّا إسعافيًّا عاجلاً.
تحدث هذه الحالة عمومًا نتيجة تلقي المعالجة الخافضة للغلوكوز بشكل لا يلائم الحاجة الفيزيولوجية ما يسبب انخفاض قيمته دون الحد الطبيعي.

## التعريف
القيمة المستخدمة بشكل شائع لتحديد انخفاض غلوكوز الدم هي 70 مغ/دل (3.9 ممول/ل)، وعند مريض السكري يمكن أن تحدث أعراض نقص غلوكوز الدم عند قيم أعلى من السابقة، أو أنها لا تظهر حتى مع وجود قيم أخفض. تستخدم بعض الكتب الدراسية التمريضية أو التي تتحدث عن الرعاية السابقة للمستشفى المدى 80 مغ/دل حتى 120مغ/دل (4.4 ممول/ل إلى 6.7 ممول/ل). تتزايد هذه التباينات في القيم بسبب عدم دقة مقاييس غلوكوز الدم عند القيم المنخفضة بالإضافة إلى إمكانية تغير قيمة غلوكوز الدم بسرعة.

## العلامات والأعراض
يمكن أن يكون انخفاض غلوكوز الدم خفيفًا وعندها يتمكن المريض بسهولة من تحديد المشكلة ويعالجها بتناول كمية من الكربوهيدرات أو شربها، أو تكون الحالة شديدة تسبب فقدان الوعي ما يتطلب إعطاء الديكستروز الوريدي أو حقن الغلوكاجون. فقدان الوعي الناجم عن انخفاض الغلوكوز الشديد واحد من أشكال السبات السكري. واحدة من التعريفات المستخدمة لوصف انخفاض غلوكوز الدم الشديد «حالة من انخفاض غلوكوز الدم يحتاج المريض فيها المساعدة للتعامل معها». تفاقم حالة عدم الوعي لانخفاض غلوكوز الدم المشكلة.
تشمل أعراض انخفاض غلوكوز الدم في الحالات الأعراضية أعراض انخفاض الغلوكوز العصبية والأعراض الودية (تفعيل مستقبلات الأدرينالين ما يؤدي إلى تسرع القلب على سبيل المثال) والأعراض البطنية. يمكن أن تكون الأعراض والتأثيرات خفيفة أو معتدلة أو شديدة اعتمادًا على مدى انخفاض الغلوكوز وعوامل أخرى متنوعة. يمكن في حالات نادرة أن يؤدي انخفاض غلوكوز الدم إلى تأذي الدماغ أو الموت. تُعزى نسبة 2-4% من وفيات مرضى الداء السكري من النمط الأول إلى انخفاض غلوكوز الدم.
يمكن أن يحدث ارتفاع في غلوكوز الدم محرض بانخفاض الغلوكوز وهو تظاهر غير متوقع يعرف باسم تأثير سوموغي.

## العلاجات

### تناول الغلوكوز عبر الفم
يمكن رفع غلوكوز الدم خلال دقائق ليصل إلى القيم الطبيعية من خلال استهلاك 15-20 غرام من الكربوهيدرات، ويجب تجنب الإفراط في تناول السكريات إذا كان هذا ممكنًا. يمكن تناول الكربوهيدرات أو شربها في حال كان المريض واعيًا وقادرًا على البلع. هذه الكمية من الكربوهيدرات موجودة في 100-120 مل من عصير البرتقال أو التفاح أو العنب أو 120-150 مل من الصودا العادية (لا صودا الحمية)، أو شريحة من الخبز، أو أربع قطع بسكويت صغيرة، أو حصة من النشويات. يُهضَم النشاء سريعًا ليعطي الغلوكوز لكن إضافة الدسم أو البروتين يؤخر الهضم. يجب التمعن بمكونات الطعام المتناول فعصير الفاكهة يحوي نسبة عالية من الفركتوز الذي يتطلب وقتًا أطول لرفع غلوكوز الدم مقارنة بمحلول الديكستروز. بعد المعالجة، يجب أن تتحسن الأعراض خلال 5-10 دقيقة ويستغرق التعافي التام 10-20 دقيقة. لا تساعد المعالجة المفرطة على التسريع في استعادة مستوى غلوكوز الدم الطبيعي وتسبب ارتفاع غلوكوز الدم اللاحق الذي سيحتاج إلى المعالجة. يجب الاستمرار بمراقبة غلوكوز الدم بعد المعالجة الأولية لأن جرعة الأنسولين التي سببت انخفاض الدم ستواصل عملها على خفض غلوكوز الدم.

### الغلوكوز الوريدي
إذا كان الشخص غير قادر على تناول جيل الغلوكوز فمويًا كما في حال فقدان الوعي أو النوبات الصرعية أو تبدل الحالة العقلية، عندها يفتح المسعف خطًا وريديًا محيطيًا أو مركزيًا ويعطي المريض محلول الديكستروز والسالين. تسمى محاليل الديكستروز تبعًا لتراكيزها، والتراكيز المتوفرة ديكستروز 5% و10% و25% و50%. تستخدم التراكيز 5% و10% الموجودة عادة في أكياس مزودة بمحقن عند الأطفال الرضع أو لتأمين وسط سائل لإعطاء الأدوية. يسبب الديكستروز بالتراكيز 25% و50% التنخر النسيجي بسبب فرط حلوليته ويعطى فقط عبر خط وريدي آمن، إذ يسبب أي تسرب إلى الأنسجة تنخرًا فيها. من الأفضل إعطاء الديكستروز 10% عند الأطفال دون 14 عامًا. ويمكن استخدام التراكيز الأكبر عند الأطفال في حال تأمين خط وريدي عظمي.
الغلوكاجون
الغلوكاغون هرمون قادر على معاكسة التأثير الاستقلابي للأنسولين بسرعة في الكبد مؤديًا لتحلل الغلوكوجين إلى غلوكوز يُطلَق في الدم. يمكن للغوكاغون رفع سكر الدم بمقدار 30-100 مغ/دل خلال دقائق في أي من حالات انخفاض غلوكوز الدم المسبب بالأنسولين (متضمنةً جميع حالات انخفاض غلوكوز الدم عند مرضى السكري).

## وصلات خارجية
- انخفاض غلوكوز الدم